# Ruby (álbum de Jennie)
Ruby é o álbum de estreia da cantora e rapper sul-coreana Jennie. Foi lançado no dia 7 de março de 2025, pelo selo Odd Atelier e Columbia Records. O álbum marca seu primeiro lançamento fora da YG Entertainment. Jennie escreveu e coproduziu Ruby com uma série de colaboradores, incluindo El Guincho, Diplo e Mike Will Made It. Composto por 15 faixas, o álbum apresenta colaborações com  Childish Gambino, Doechii, Dominic Fike, FKJ, Dua Lipa e Kali Uchis. Explorando gêneros como pop, hip hop e R&B , o assunto do álbum é baseado nos relacionamentos, influência e sucesso de Jennie.
"Mantra" foi lançado como o primeiro single do álbum e obteve sucesso comercial, alcançando o top cinco da Billboard Global 200 e da Circle Digital Chart da Coreia do Sul, e foi seguido pelos singles "Love Hangover", "ExtraL", "Like Jennie" e "Handlebars".

## Antecedentes
Em dezembro de 2023, foi anunciado que Jennie havia fundado sua própria gravadora, a Odd Atelier, após sua saída da YG Entertainment para atividades solo. Durante sua aparição especial no The Seasons: Lee Hyo-ri's Red Carpet em janeiro de 2024, Jennie revelou que seu objetivo era lançar um álbum completo naquele ano. Os meios de comunicação sul-coreanos relataram em março do mesmo ano que ela lançaria um novo álbum em junho. A Odd Atelier negou os rumores, afirmando que Jennie estava atualmente trabalhando no álbum, sem data de lançamento prevista. Após a colaboração "Spot!" em abril de 2024, o rapper sul-coreano Zico revelou à Billboard que teve "a chance de dar uma olhada nas demos de faixas solo [de Jennie] que serão lançadas" e que haviam "várias boas". Em maio de 2024, enquanto participava do evento Sleeping Beauties: Reawakening Fashion do Met Gala, ela falou com a Vogue e deu uma prévia de seu próximo álbum, afirmando: "Também tenho muito mais novidades chegando com meu álbum, piscadinha, piscadinha." Em 20 de junho do mesmo ano, um vídeo publicitário estrelado por Jennie para a Beats Solo Buds foi lançado, apresentando uma faixa solo dela, supostamente do seu próximo álbum. Na música, ela faz um rap com uma batida trap sobre retomar sua narrativa e se defender.
Em setembro de 2024, foi anunciado que Jennie havia assinado um contrato de gravação com a Columbia Records, em parceria com a Odd Atelier. Em uma matéria de capa da Harper's Bazaar de outubro de 2024, ela falou sobre sua experiência trabalhando no álbum, contando que estava no estúdio revisando as letras e "cortando, cortando, cortando" os vocais "da manhã à noite". No mês seguinte, ela anunciou que o álbum seria lançado em 2025, por meio de uma postagem no Weverse. Jennie ainda provocou o lançamento do álbum em 2025 em um vídeo de saudação de fim de ano no dia de Natal de 2024, afirmando que ela teve "resultados satisfatórios de 11 meses de trabalho" e que será "um pouco de tudo para todos. É como um bufê para vocês [fãs]." Em janeiro de 2025, Jennie foi destaque em uma matéria de capa da Billboard. No artigo, ela discutiu os preparativos de seu álbum, afirmando que estava "quase lá" em termos de seu lançamento.

## Composição
O álbum consiste em quinze faixas e conta com participações especiais de Childish Gambino, Doechii, Dominic Fike, FKJ, Dua Lipa e Kali Uchis. O álbum é gravado principalmente em inglês e Jennie o descreveu como uma forma de "apresentar-se ao mundo pela primeira vez". Sua intenção era se completar no disco como "Jennie Ruby Jane, para que ela fosse uma pessoa completa", em referência ao nome do alter ego que ela inventou quando morava na Nova Zelândia quando criança. Tematicamente, o álbum fornece uma mensagem clara para outras jovens mulheres para fazê-las se sentirem inspiradas "a entender e defender quem vocês são".

## Produção e desenvolvimento
Após a conclusão da Born Pink World Tour do Blackpink em setembro de 2023, Jennie fundou seu próprio selo independente, Odd Atelier, em novembro e começou a trabalhar no álbum no início de 2024. Ela gravou "99%" do projeto em Los Angeles e teve que investir tempo inicialmente na construção de uma nova rede criativa, se reunindo com produtores e escritores. A artista admitiu que levou vários meses "se expondo, entrando em salas cheias de gente nova" até que ela encontrou um "bom grupo de pessoas com quem se identificou, sonoramente e como amigos". Ela conseguiu encontrar seu som e chegou à música "Mantra", que se tornou o primeiro single do álbum.
Jennie descreveu o álbum como abrangendo uma "gama de gêneros". Ela utilizou uma mistura de estilos vocais variados no disco, afirmando: "Estou tocando com muitos gêneros e elementos diferentes — estou fazendo rap aqui, estou cantando aqui, estou harmonizando aqui, estou falando aqui..."

## Promoção e lançamento
Em 21 de janeiro de 2025, Jennie anunciou oficialmente seu primeiro álbum de estúdio, Ruby, com lançamento previsto para 7 de março. O anúncio foi acompanhado pela capa oficial do álbum, bem como um trailer de 33 segundos, que revelou a lista de artistas convidados. Uma versão do álbum conhecida como "Jennie Only Audio" será lançada sem os artistas convidados. Para promover o álbum, Jennie fará três shows intimistas entre 6 e 15 de março, anunciados como Ruby Experience. Ela também se apresentará no Coachella Valley Music and Arts Festival nos dias 13 e 20 de abril.

### Singles
"Mantra" foi lançado como o primeiro single do álbum em 11 de outubro de 2024. A canção foi um sucesso comercial, alcançando o primeiro lugar em Hong Kong e Taiwan, e os números dois e três, respectivamente, na Billboard Global Excl. US e Global 200. A música também alcançou a terceira posição no Circle Digital Chart da Coreia do Sul, e ficou entre as dez primeiras na Indonésia, Malásia, Filipinas, Cingapura, e Oriente Médio.
Em 25 de janeiro, um videoclipe de "Zen" foi publicado no YouTube.
"Love Hangover", com participação do cantor norte-americano Dominic Fike, foi lançado em 31 de janeiro de 2025 como o segundo single do álbum. Seu lançamento foi anunciado em 26 de janeiro. O videoclipe para a música foi dirigido pela dupla de cineasta britânico Bradley & Pablo e foi filmado na Cidade do México, o vídeo é estrelado pelo ator americano Charles Melton como o namorado de Jennie e mostra os dois indo em uma série de encontros que terminam em desastre. No programa Hyell's Club de Lee Hye-ri, no YouTube, Jennie explicou que o conceito do videoclipe foi inspirado em uma reflexão dramática da letra da música.
"ExtraL", com participação da rapper norte-americana Doechii, foi lançado em 21 de fevereiro de 2025 como o terceiro single do álbum.
"Like Jennie" foi lançado como o quarto single junto com o lançamento do álbum em 7 de março de 2025.
"Handlebars", com participação da cantora anglo-albanesa Dua Lipa, foi enviado para a rádio contemporânea dos Estados Unidos como o quinto single do álbum em 11 de março de 2025, e foi lançado na rádio italiana pela Sony Music Itália três dias depois. Um videoclipe foi lançado em 10 de março.
Em 26 de abril, Jennie lançou o videoclipe da música "Seoul City", elevando o número total de videoclipes do álbum para sete.

## Lista de faixas
| Lista de faixas de Ruby |                                                  | | |                                                   |         |  |
| N.º                     | Título                                           | Letras | Música | Arranjo                                           | Duração |  |
| 1.                      | "Intro: Jane" (com FKJ)                          | | Jennie FJK | FJK                                               | 1:38    |  |
| 2.                      | "Like Jennie"                                    | Jennie Tayla Parx Amanda "Kiddo A.I." Ibanez Zico Wesley Pentz Jorge Antonio Alfonzo Sr                                    | Jennie Tayla Parx Amanda "Kiddo A.I." Ibanez Zico Wesley Pentz Jorge Antonio Alfonzo Sr                                    | Diplo Leclair jorge                               | 2:03    |  |
| 3.                      | "Start a War"                                    | Jonas Jeberg Rasmus Søegren Jelli Dorman Kuk Harrell                                                                       | Jonas Jeberg Rasmus Søegren Jelli Dorman Kuk Harrell                                                                       | Jonas Jeberg Sam Homaee Rasmus Søegren            | 2:45    |  |
| 4.                      | "Handlebars" (com Dua Lipa)                      | Rob Bisel Dua Lipa Amy Allen Delacey James Alan Ghaleb                                                                     | Rob Bisel Dua Lipa Amy Allen Delacey James Alan Ghaleb                                                                     | Rob Bisel                                         | 3:04    |  |
| 5.                      | "With the IE (Way Up)"                           | Jennie Dem Jointz Jelli Dorman Jose Fernando Arbex Miro                                                                    | Jennie Dem Jointz Jelli Dorman Jose Fernando Arbex Miro                                                                    | Dem Jointz                                        | 2:43    |  |
| 6.                      | "ExtraL" (com Doechii)                           | Jennie Doechii Alexis Andrea Boyd Sorana Pacurar Dem Jointz                                                                | Jennie Doechii Alexis Andrea Boyd Sorana Pacurar Dem Jointz                                                                | Dem Jointz                                        | 2:47    |  |
| 7.                      | "Mantra"                                         | Jennie Billy Walsh Jumpa Claudia Valentina Elle Campbell Serban Cazan Zikai                                                | Jennie Billy Walsh Jumpa Claudia Valentina Elle Campbell Jelli Dorman Serban Cazan Zikai                                   | El Guincho Cazan Dorman Jumpa                     | 2:16    |  |
| 8.                      | "Love Hangover" (com Dominic Fike)               | Dominic Fike Carly Gibert Ido Zmishlany Blaise Railey Megan Bülow                                                          | Dominic Fike Carly Gibert Ido Zmishlany Blaise Railey Megan Bülow Devin Workman                                            | Jennie Ido Zmishlany                              | 3:00    |  |
| 9.                      | "Zen"                                            | Jennie Asheton Hogan Bibi Bourelly Kirsten Allyssa Spencer Jelli Dorman                                                    | Jennie Asheton Hogan Bibi Bourelly Kirsten Allyssa Spencer Jelli Dorman                                                    | Pluss                                             | 3:21    |  |
| 10.                     | "Damn Right" (com Childish Gambino e Kali Uchis) | Jennie Childish Gambino Kali Uchis Jean Marcel Day Jr. Samuel Gloade Michael Len Williams II Bibi Bourelly Ariowa Irosogie | Jennie Childish Gambino Kali Uchis Jean Marcel Day Jr. Samuel Gloade Michael Len Williams II Bibi Bourelly Ariowa Irosogie | Truebeatzz 30 Roc Mike Will Made-It               | 3:50    |  |
| 11.                     | "F.T.S."                                         | Jennie Asheton Hogan Bibi Bourelly Carly Gibert Christopher Gage Newlin                                                    | Jennie Asheton Hogan Bibi Bourelly Carly Gibert Christopher Gage Newlin                                                    | Pluss Gage                                        | 2:32    |  |
| 12.                     | "Filter"                                         | Alexis Andrea Boyd SORANA PACURAR Dem Jointz Carmen Reese                                                                  | Alexis Andrea Boyd SORANA PACURAR Dem Jointz Carmen Reese                                                                  | Dem Jointz                                        | 2:31    |  |
| 13.                     | "Seoul City"                                     | Jennie Myles Edward Harris Braylin Philip Bowman Xeryus Gittens Michael Len Williams II Bibi Bourelly Carly Gibert         | Jennie Myles Edward Harris Braylin Philip Bowman Xeryus Gittens Michael Len Williams II Bibi Bourelly Carly Gibert         | MoneyGoForMyles Resource Xeryus Mike Will Made-It | 2:44    |  |
| 14.                     | "Starlight"                                      | Jennie Asheton Hogan Armel Potter Michael Len Williams II Bibi Bourelly Ariowa Irosogie                                    | Jennie Asheton Hogan Armel Potter Michael Len Williams II Bibi Bourelly Ariowa Irosogie                                    | Pluss MELZ Mike Will Made-It                      | 2:48    |  |
| 15.                     | "Twin"                                           | Jennie Bibi Bourelly Christopher Gage Newlin Michael Len Williams II                                                       | Jennie Bibi Bourelly Christopher Gage Newlin Michael Len Williams II                                                       | Gage Mike Will Made-It                            | 3:28    |  |
| Duração total:          | Duração total:                                   | Duração total: | Duração total: | Duração total:                                    | 41:30   |  |

Notas
- As versões físicas do álbum tem uma ordem de listagem alternativa, assim como as versões solo de "Handlebars", "ExtraL", "Love Hangover" e "Damn Right".[43]
- Na versão clean do álbum, "F.T.S." é excluída da lista de faixas.
- "With the IE (Way Up)" contém sample de "Jenny from the Block", escrita por José Fernando Arbex Miró e interpretada por Jennifer Lopez com a participação de Styles P e Jadakiss.[44]

## Histórico de lançamento
| Região | Data                 | Formato                               | Versão | Gravadora            | Ref.   |
| ------ | -------------------- | ------------------------------------- | ------ | -------------------- | ------ |
| Várias | 7 de março de 2025   | CD cassete download digital streaming | Padrão | Odd Atelier Columbia | [ 45 ] |
| Várias | 22 de agosto de 2025 | LP                                    | Padrão | Odd Atelier Columbia | [ 46 ] |